# Красноленка (Західнопоморське воєводство)
Красноленка (пол. Krasnołęka, нім. Neu Langkafel) — село в Польщі, у гміні Новоґард Голеньовського повіту Західнопоморського воєводства.
Населення — 101 особа (2011).
У 1975-1998 роках село належало до Щецинського воєводства.

## Демографія
Демографічна структура станом на 31 березня 2011 року:
|          | Загалом | Допрацездатний вік | Працездатний вік | Постпрацездатний вік |
| -------- | ------- | ------------------ | ---------------- | -------------------- |
| Чоловіки | 44      | 6                  | 30               | 8                    |
| Жінки    | 57      | 14                 | 29               | 14                   |
| Разом    | 101     | 20                 | 59               | 22                   |